# 메나게사붓털쥐
메나게사붓털쥐(Lophuromys menageshae)는 쥐과 붓털쥐속에 속하는 설치류이다. 에티오피아의 토착종이다.

## 특징
작은 설치류로 꼬리 길이 60~75mm를 제외한 몸길이는 129~143mm이고, 발 길이는 22~24mm이다. 귀 길이는 15~20mm이고, 몸무게는 최대 77g이다.

## 분포 및 서식지
에티오피아 중부 지역의 토착종이다. 해발 2,100~2,600m 고도의 아프리카 산지림에서 서식한다.

## 생태
땅 위에서 생활하는 육상성 동물이다.

## 보전 상태
국제 자연 보전 연맹(IUCN)은 노랑반점붓털쥐(L. flavopunctatus)의 이명으로 간주한다.